# Ingrid Lingmark (läkare)
Ingrid Elisabet Lingmark, född 27 oktober 1918 i Uppsala, död 24 februari 1974 i Lunds Allhelgonaförsamling, var en svensk läkare och den första kvinnliga rättsläkaren i Sverige. 
Lingmark var dotter till ordföranden i pensionsnämnden Tage Lingmark och Ingeborg Anderson. Efter studentexamen i Uppsala 1938 blev hon medicine kandidat 1942 och medicine licentiat vid Uppsala universitet 1950. Från 1947 var hon amanuens och assistent vid patologiska institutionen i Uppsala, mellan 1951 och 1955 assistent vid Statens rättsläkarstation och ordinarie rättsläkare där 1955–1963. Mellan 1963 och 1966 var hon verksam vid Statens rättsläkarstation i Göteborg innan hon 1966 övergick till samma tjänst i Umeå. Hon var ledamot av Medicinalstyrelsens rättsmedicinska nämnd och Medicinalstyrelsens vetenskapliga råd.
Under sent 1950-tal och första hälften av 1960-talet deltog hon i en rad uppmärksammade mordutredningar, bland annat Taximordet 1960, Studebakerfallet 1961 och Taggtrådsmordet 1963. Lingmark gjorde också en privat rättsmedicinsk obduktion av operasångaren Jussi Björling som hon inte fick betalt för. Hon ska dock senare ha berättat för en kollega i Umeå att Björling dog av en hjärtinfarkt.
Lingmark förekom ofta i pressen i samband med spektakulära mordfall och var en respekterad rättsläkare som ofta framställdes som hemlighetsfull.
År 1974 dog hon av tuberkulos under arbetet på rättsläkarstationen i Lund. Hon var ogift. Ingrid Lingmark är begravd på Uppsala gamla kyrkogård.

## Källa